# Петър Железаров
Петър Георгиев Железаров, известен като Петре Железарчето, е български духовник и революционер, председател на Кичевския околийски комитет на Вътрешната македоно-одринска революционна организация.

## Биография
Роден е в 1875 година в град Битоля, тогава в Османската империя. Според други източници е роден в Прилеп, но се преселил в Битоля и там работил железарския си занаят. Влиза във ВМОРО и изпълнява терористични задачи. От 1900 година е районен началник, а от април 1903 година влиза в четата на Георги Сугарев. Взима участие в Илинденско-Преображенското въстание през лятото на 1903 година. Войвода е на чета, с която се сражава при Смилево и на други места.
След разгрома на въстанието е избран за член на Битолския околийски комитет на ВМОРО. По-късно става войвода в Мариово. Убит е при засада през март 1905 година oт турската войска в село Дрен.
За него след смъртта му в Битолско се пее песен:
| „ | Темен се облак зададе, на връв Пелистер планина. Под облак орел летеше, бугарско знаме носеше. Орлето грачи, говори: ставайте бракя, не спете, сос него да се биеме за славна Македония. | “ |

## Галерия
- Петър Железаров заедно с жена си.